# Junior (football, 1977)
Pour les articles homonymes, voir Junior et Antunes.
Arthur Antunes Coimbra Junior est un footballeur brésilien né le 15 octobre 1977.